# Lin Liang
Lin Liang (čínsky: tradiční znaky 林良, pinyin Lín Liáng; 1416?－1480?) byl čínský malíř mingské epochy náležející ke škole Če.

## Jméno
Lin Liang používal zdvořilostní jméno I-šan (čínsky pchin-jinem Yǐshàn, znaky 以善).

## Život a dílo

Lin Liang, Ptáci v křoví

Narodil se v Nan-chaji v provincii Kuang-tung Zastával posty v provinční správě. Ovlivněn Pien Ťing-čaoem, byl jedním z umělců řazených k malířské škole Če. Často tvořil ve velmi nenuceném stylu, tuší na hedvábí. Maloval švestky, květiny a ovoce. A také ptáky – straky, pávy, bažanty a nádherné orly.